# ويل ويتون

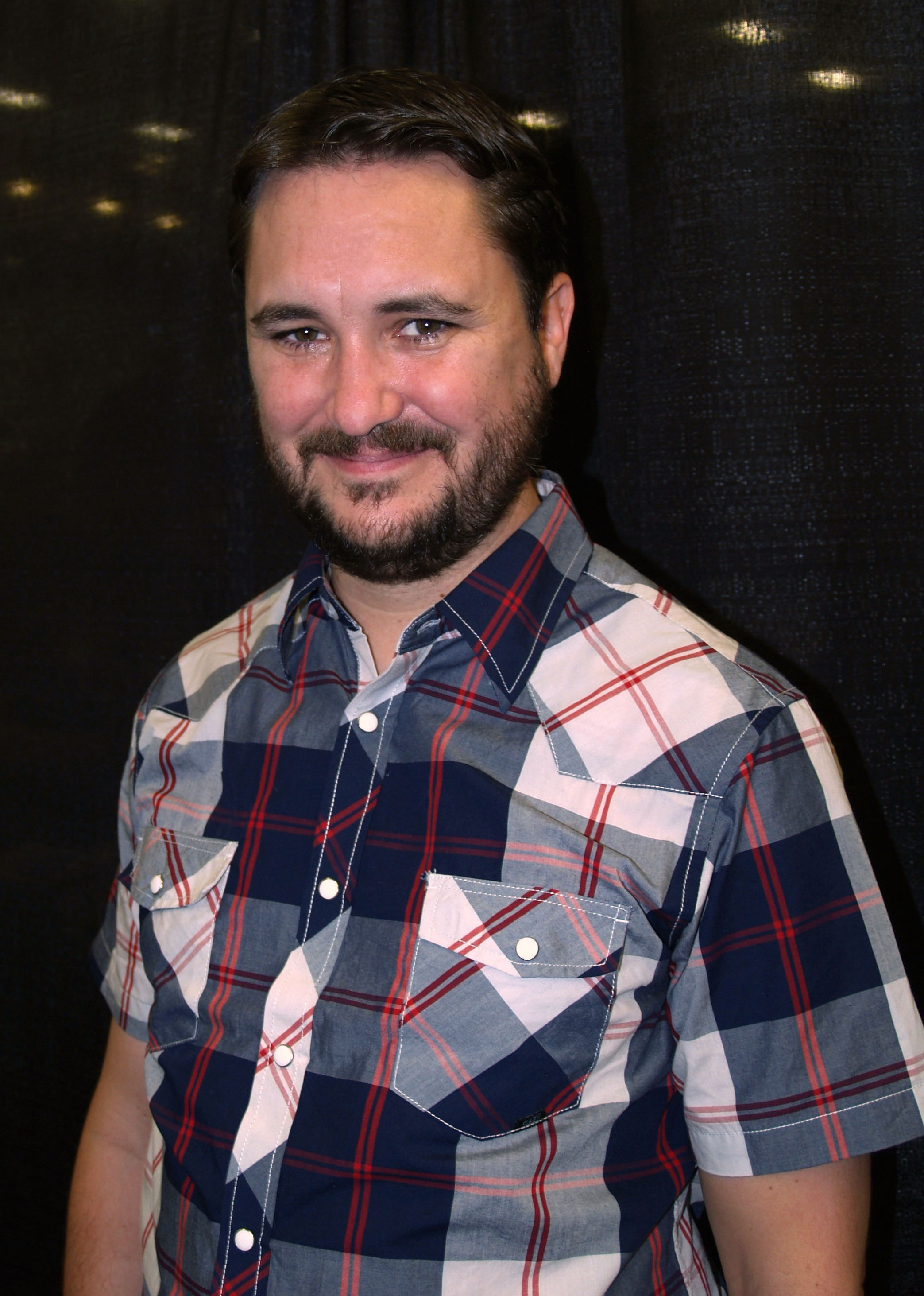
ويل ويتون عام 2013م

ويل ويتون (بالإنجليزية: Wil Wheaton) ، من مواليد 29 يوليو 1972م، وهو ممثل أمريكي وكاتب روايات، شارك بعدة أفلام، ومنها فيلم توي سولجرز.

## وصلات خارجية
- الموقع الرسمي
- WWdN: In Exile
- ويل ويتون على موقع IMDb (الإنجليزية)
- ويل ويتون على موقع روتن توميتوز (الإنجليزية)
- ويل ويتون على موقع ألو سيني (الفرنسية)
- ويل ويتون على موقع ميوزك برينز (الإنجليزية)
- ويل ويتون على موقع تيرنر كلاسيك موفيز (الإنجليزية)
- ويل ويتون على موقع أول موفي (الإنجليزية)
- ويل ويتون على موقع قاعدة بيانات الأفلام السويدية (السويدية)
- ويل ويتون على موقع إن إن دي بي (الإنجليزية)
- ويل ويتون على موقع ديسكوغز (الإنجليزية)
- ويل ويتون على موقع قاعدة بيانات الفيلم (الإنجليزية)
- Wil Wheaton على مشروع الدليل المفتوح
- ويل ويتون  في شبكة أخبار الأنمي